# L'olandese volante (film)
L'olandese volante (De Vliegende Hollander) è un film del 1995 diretto da Jos Stelling. 
È stato presentato in concorso alla 52ª Mostra internazionale d'arte cinematografica di Venezia.

## Trama
Fiandre, anno 1568, un gruppo di iconoclasti è vittima dell'inquisizione. Si salva solo un uomo, soccorso da Belle, moglie di un signorotto locale. Il marito, geloso del nuovo arrivato, lo arresta e lo fa legare nel pozzo del castello.
Di notte un menestrello italiano, Campanelli, cerca di liberarlo, ma il prigioniero viene ucciso da Netelneck. Seppellito il corpo, il menestrello scompare per alcuni anni e riappare per aiutare il giovane figlio nato dalla relazione clandestina di Belle con il forestiero morto nel pozzo. I due riescono a superare l'invidia di Snackert, il figlio legittimo di Netelneck, e a uccidere il signorotto. Il giovane cerca in tutti i modi di recuperare il prezioso ostensorio finito nel pozzo assieme al padre, ma lo aspettano ancora altre insidie e trabocchetti, tanto che sarà costretto a fuggire in Olanda assieme alla sua amata Lotte.